# Allerheiligen bei Wildon
Pour les articles homonymes, voir Allerheiligen.
Allerheiligen bei Wildon est une commune autrichienne du district de Leibnitz en Styrie.